# Ефект Кея

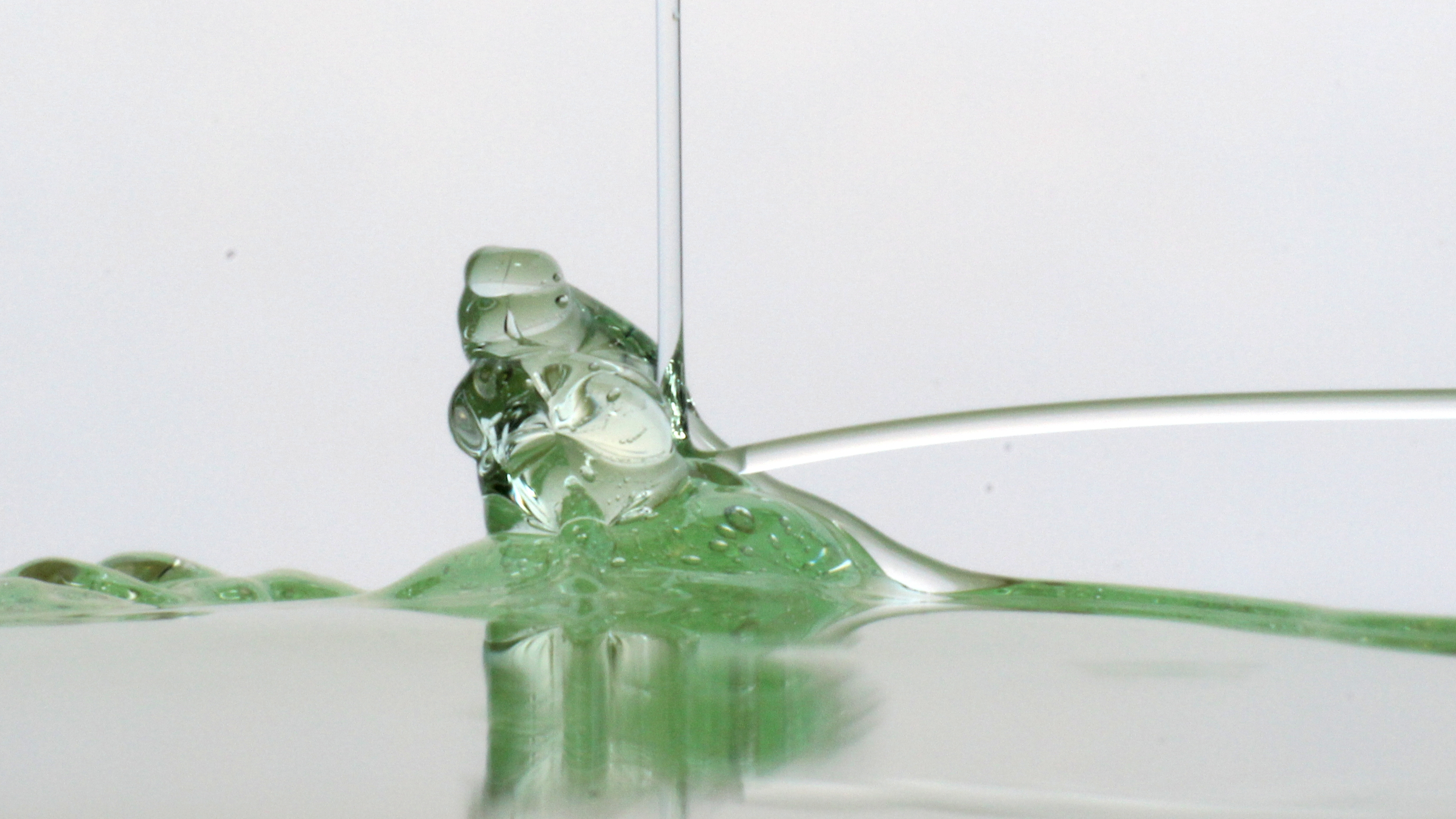

Ефект Кея (англ. Kaye Effect) - явище, характерне для нелінійно в'язких рідин. Його відкрив британець Алан Кей 1963 року.
Якщо в'язку рідину виливати тонким струменем на плоску поверхню такої ж рідини, яка покоїться в посудині, то в місці зіткнення струменя й поверхні спостерігається відскік струменя вгору, на зразок маленького фонтану, як від зіткнення з твердою поверхнею. 
Ефект можна спостерігати, використовуючи звичайні засоби домашнього господарства - шампунь або рідке мило. Внаслідок короткої тривалості (зазвичай не більш ніж 300 мс) явище здебільшого залишається непоміченим.

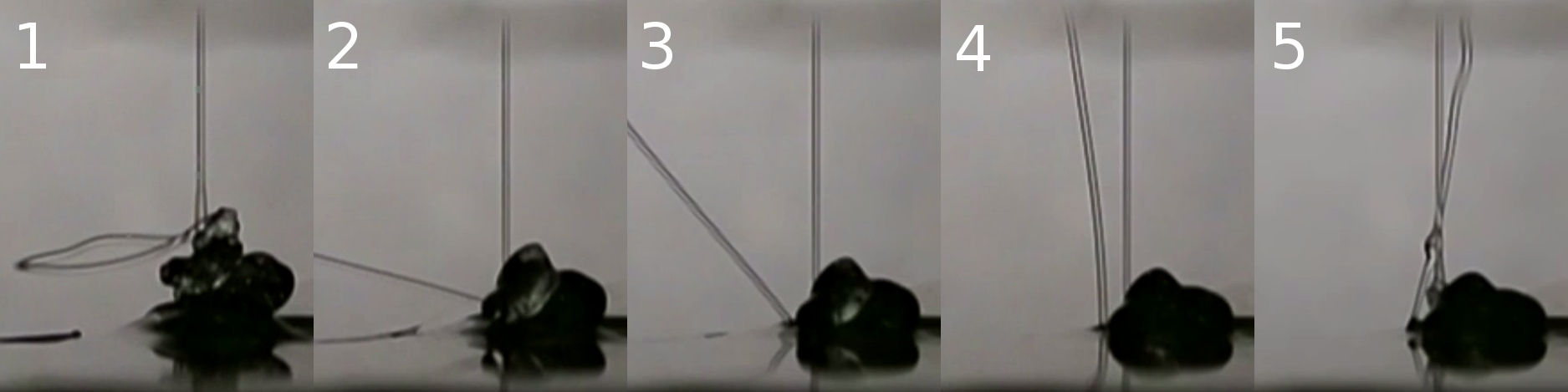

## Див. Також
- Реологія
- Ефект Вайсенберга